# NGC 3174
NGC 3174 је спирална галаксија у сазвежђу Змај која се налази на NGC листи објеката дубоког неба.
Деклинација објекта је + 74° 13' 14" а ректасцензија 10h 15m 32,1s. Привидна величина (магнитуда) објекта NGC 3174 износи 13,3 а фотографска магнитуда 14,3. NGC 3174 је још познат и под ознакама NGC 3144, UGC 5519, MCG 12-10-23, CGCG 333-20, CGCG 351-11, PGC 29949.